# 좀비 (칵테일)

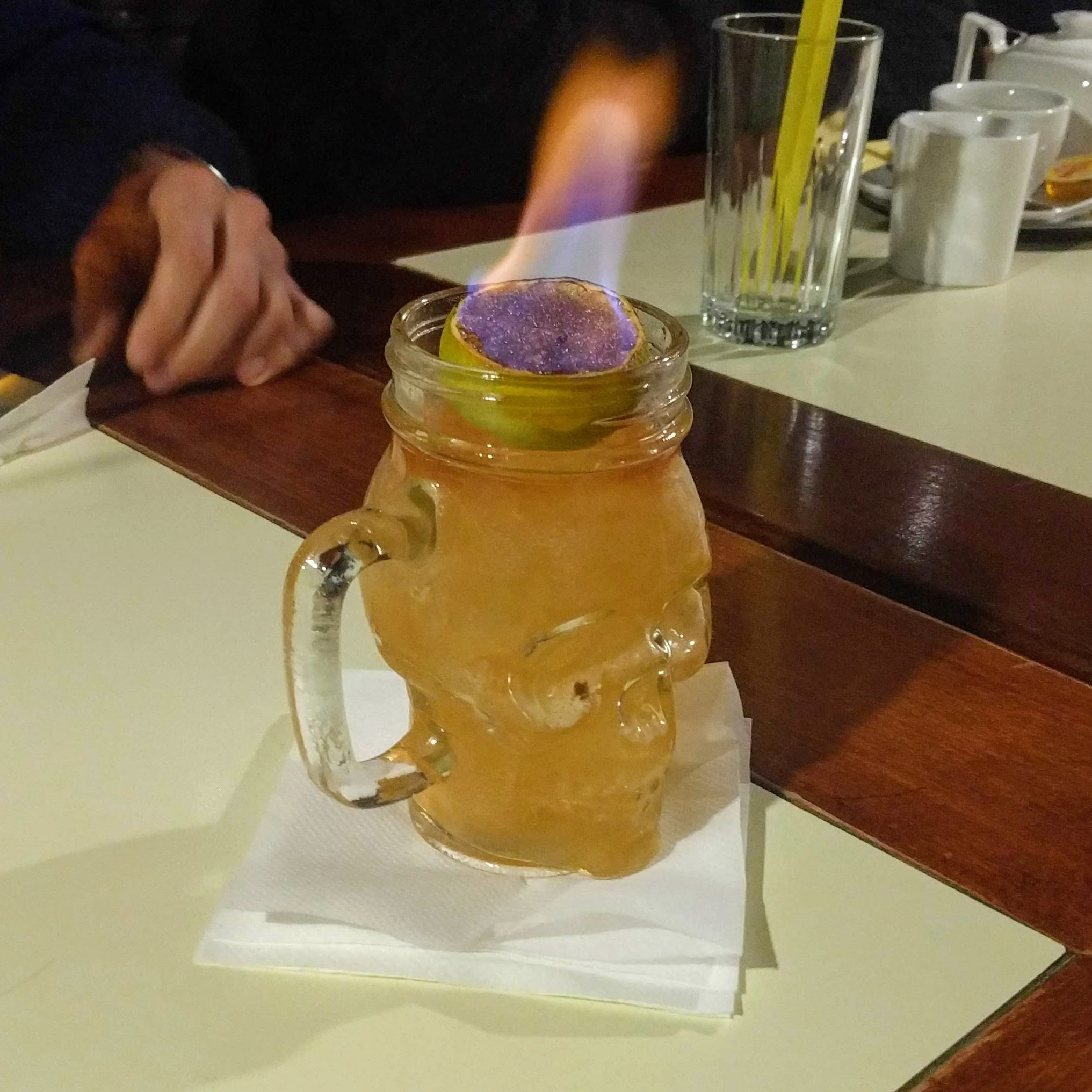

좀비(Zombie)는 과일 주스, 리큐어, 다양한 럼을 섞어 만든 티키(Tiki) 칵테일이다. 돈 비치(Donn Beach)가 "Hollywood Don the Beachcomber"라는 이름의 레스토랑에서 발명한 이 제품은 1934년 후반에 처음 등장했다. 이는 곧 1939년 뉴욕 세계 박람회를 통해 동부 해안에서 대중화되었다.

## 역사
설에 따르면 돈 비치는 원래 숙취에 빠진 고객이 비즈니스 회의를 마칠 수 있도록 돕기 위해 좀비를 제조했다고 한다. 해당 고객은 며칠 후 다시 돌아와 자신이 여행 내내 좀비로 변해 있었다고 불평했다. 부드럽고 과일향이 나는 맛이 극도로 높은 알코올 함량을 숨기는 데 효과적이다. "Don the Beachcomber" 레스토랑은 그 효능 때문에 고객을 두 명의 좀비로 제한했으며 비치는 좀비가 "워킹데드처럼" 만들 수 있다고 말했다.